# Parastenocaris subterranea
Parastenocaris subterranea is een eenoogkreeftjessoort uit de familie van de Parastenocarididae. De wetenschappelijke naam van de soort is voor het eerst geldig gepubliceerd in 1958 door Damian.